# Spilosoma baxteri
Spilosoma baxteri är en fjärilsart som beskrevs av Rothschild 1910. Spilosoma baxteri ingår i släktet Spilosoma och familjen björnspinnare. Inga underarter finns listade i Catalogue of Life.

## Bildgalleri

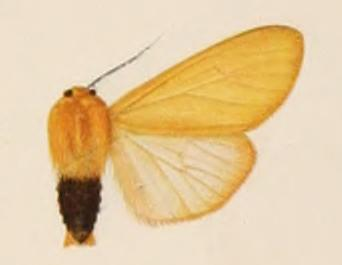